# 攀援天门冬
攀援天门冬（学名：Asparagus brachyphyllus）是天门冬科天门冬属的植物。分布在朝鲜以及中国大陆的吉林、山西、陕西、宁夏、辽宁、河北等地，生长于海拔800米至2,000米的地区，一般生长在田边、山坡或灌丛中，目前尚未由人工引种栽培。

## 别名
海滨天冬（东北植物检索表），寄马椿（甘肃）